# Cristina Yuste
Cristina Yuste García (c. 1967-Madrid, 5 de junio de 2021) fue una periodista ambiental española, reconocida con su compromiso con el respeto de la naturaleza y la transición ecológica. Fue galardonada con el Premio de Comunicación Ambiental de la Unión Europea.

## Trayectoria
Se licenció por la Universidad Complutense de Madrid (UCM) en Ciencias de la Comunicación. En 1988, una vez finalizados sus estudios, inició su trayectoria como becaria, desarrolló varias tareas periodísticas en la Agencia EFE, en la sección de Teletexto. En 1989 ya formaba parte de la plantilla de EFE, y en 1997, se incorporó al departamento de televisión.
En 2013, se incorporó a EFEverde, periodo en el que participó en proyectos europeos como LifeCelsius o LifeInvasaqua. Parte de su trabajo fue informar sobre los espacios naturales de la Unión Europea pertenecientes a la Red Natura 2000. Su labor informativa a lo largo de cinco años, dentro del proyecto "Life Activa Red Natura", dio lugar en 2017 a que se declararse formalmente el Día Europeo de la Red Natura 2000, que se celebra el 21 de mayo.
Falleció el 5 de junio de 2021, a los 54 años, en Madrid.

## Reconocimientos
Su labor periodística en la Agencia EFE sobre los espacios Red Natura 2000, fue premiada en dos ocasiones, con el Premio al Mejor proyecto de Comunicación Ambiental otorgado por la Comisión Europea y el Premio Ciudadanía Europea, elegido y votado por los ciudadanos de la Unión Europea.
En 2024, la beca de Periodismo Ambiental otorgada por Signus-EFE fue re-nombrada como "Beca Efe-Signus Cristina Yuste" en su honor.